# Grand Princess
Le Grand Princess est un navire de croisière appartenant à la société Princess Cruises. Mis en service le 26 mai 1998, il s'agit du premier navire de la classe Grande classe de Princess Cruises, ses sister-ships sont le Star Princess et le Golden Princess. Par son tonnage, il est durant un an le plus gros navire au monde parmi ceux transportant des passagers.

## Histoire

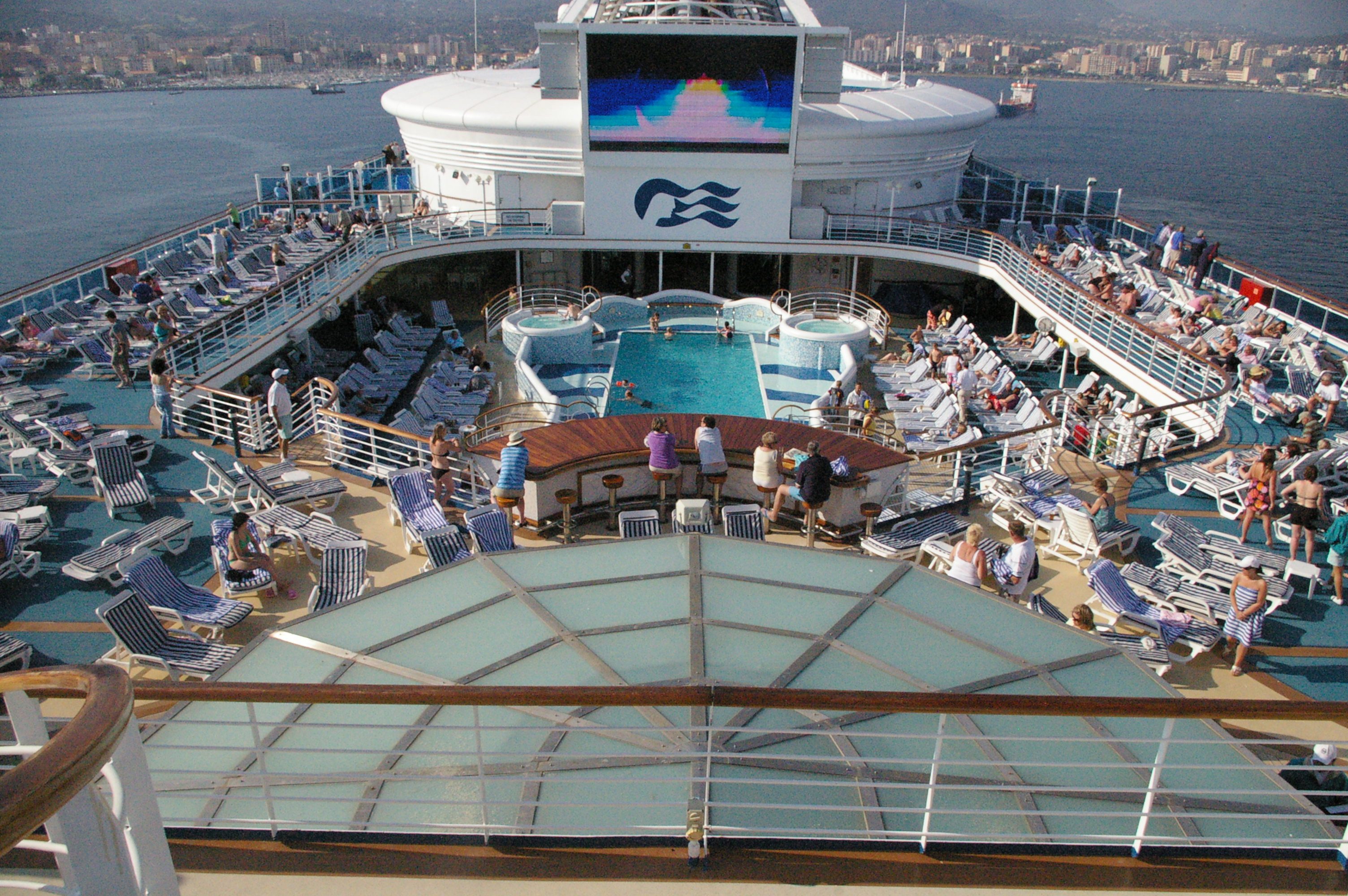
Le cinéma en plein air du Grand Princess.

Le paquebot a été construit dans les chantiers Fincantieri Cantieri Navali Italiani de Monfalcone sous le numéro de coque 5956. Ayant coûté 450 millions de dollars, il est le navire le plus cher et le plus grand jamais construit lors de sa mise en service.
La décoration intérieure du Grand Princess est différente de celle de ses sister-ships. Les boiseries y sont plus sombres, et la décoration s'inspire plutôt de la classe des Sun. La disposition des cabines diffère également au niveau des salles de bains et garde-robes. Le cinéma en plein air Movies under the Star a été rajouté durant une refonte ultérieure.
Le navire est équipé de deux théâtres et d'une grande salle de spectacle. Durant sa saison inaugurale, il accueillit les performances d'artistes tels que Lorna Luft, Al Marino, Red Buttons et Rita Moreno.
En mars 2020, il est immobilisé avec trois mille passagers et équipage au large de San Francisco au retour d'une croisière au Mexique, à la suite de la découverte de cas de Covid-19 à bord, devenant après le Diamond Princess le second navire de la compagnie Princess Cruises à vivre un événement lié à la pandémie de Covid-19 en quelques semaines.
Les 5 et 6 mars 2020, des hommes de la garde nationale de Californie montent à bord pour effectuer des tests à la Covid-19 à cause de cas suspects signalés,. Le 6 mars, quarante-six personnes sont testées et vingt-et-une sont déclarées positives, dont dix-neuf membres de l'équipage et deux passagers. Le Grand Princess reçoit la permission le 9 mars d'accoster au port industriel d'Oakland, et de faire débarquer en premier les personnes nécessitant un traitement médical, tandis que les membres de l'équipage doivent rester à bord en quarantaine. Tous les passagers doivent être soumis au test et placés à l'isolement dans des locaux fédéraux adéquats. Le  Canada, en coordination avec les autorités fédérales américaines et les autorités californiennes, procède au retour de ses citoyens, afin de ne pas grever les hôpitaux californiens. Ils arrivent à la base militaire aérienne de Trenton le 10 mars 2020.